# Mönsterås-Fliseryds pastorat
Mönsterås-Fliseryds pastorat är ett pastorat i Stranda-Möre kontrakt i Växjö stift i Mönsterås kommun. 
Pastoratet bildades den 1 januari 2006 av Mönsterås församling och Fliseryds församling.
Pastoratskod är 061502.